# 府立高等学校特色づくり・再編整備計画
府立高等学校特色づくり・再編整備計画とは、大阪府が1999年（平成11年）度から2008年度までの10年間で進めた府立高校の再編・統廃合計画のことである。

## 概要
1999年、大阪府教育委員会が「教育改革プログラム」を発表。大阪府学校教育審議会の答申を受け、府立高の学校数削減と教育課程の見直しを同時に行った。「昼間全日制普通科の統廃合」（117校を75校に削減）を軸に、「夜間定時制課程」「昼間全日制・夜間定時制工業科」の再編も行い、それまでの府立高にはなかった、普通科の「総合選択制」や「全日制単位制」、「多部制単位制（クリエイティブスクール）」の学校が誕生した。
また、職業高等学校も改編され、いわゆる「国際科」「科学科」単独の専門学校高校として、「国際・科学高校」（府独自の名称）や、おなじく普通教育と専門教育を合わせて行う「総合学科」単独の学校も生まれた。工業高校は名称を「工科高等学校」に変更、従来の学科に代えて、機械や電気などの“系”を新たに設けている。
夜間定時制課程に関しても、学年制から単位制に改編された。
再編・統廃合の際は地域バランスを考慮したが、校地の市町村に府立高が当該1校の場合は対象外で、また、2校立地の場合でも、うち1校が既に“特色ある学校”の場合は、対象外とした。
なお、普通科「総合選択制」のみ、通学区域（学区）の制限がある。また、再編後の各校について府教委では、単独改編により校地・名称など引き継ぐ場合も含め、その地域において新たに整備された“新高校”（新しい高校）と位置付けている。

## 再編・統廃合された府立高の一覧

### 夜間定時制課程
学年制から単位制に改編
- 大阪府立桜塚高等学校
- 大阪府立春日丘高等学校
- 大阪府立茨木工科高等学校
- 大阪府立西野田工科高等学校
- 大阪府立大手前高等学校
- 大阪府立今宮工科高等学校
- 大阪府立寝屋川高等学校
- 大阪府立布施高等学校
- 大阪府立藤井寺工科高等学校
- 大阪府立三国丘高等学校
- 大阪府立堺工科高等学校
- 大阪府立佐野工科高等学校

### 2001年度

#### 普通科総合選択制
- 大阪府立福井高等学校
- 大阪府立門真なみはや高等学校 - 門真地域新高校。大阪府立門真高等学校と大阪府立門真南高等学校を統合

#### 全日制普通科単位制
- 大阪府立長吉高等学校

#### 総合学科
- 大阪府立枚岡樟風高等学校 - 東大阪地域新高校。大阪府立玉川高等学校と大阪府立食品産業高等学校を統合

### 2002年度

#### 普通科総合選択制
- 大阪府立八尾翠翔高等学校 - 八尾地域新高校。大阪府立八尾東高等学校と大阪府立八尾南高等学校を統合
- 大阪府立日根野高等学校

#### 全日制普通科単位制
- 大阪府立長吉高等学校 - 長吉地域新高校

#### 総合学科
- 大阪府立芦間高等学校 - 門真地域新高校。大阪府立守口高等学校と大阪府立守口北高等学校を統合
- 大阪府立堺東高等学校

### 2003年度

#### 普通科総合選択制
- 大阪府立豊島高等学校
- 大阪府立西成高等学校
- 大阪府立成美高等学校 - 泉州地域新高校。大阪府立上神谷高等学校と大阪府立美木多高等学校を統合

#### 全日制普通科単位制
- 大阪府立槻の木高等学校 - 高槻地域新高校。大阪府立高槻南高等学校と大阪府立島上高等学校を統合

#### 多部単位制
- 大阪府立咲洲高等学校 - 大阪府立住之江高等学校の後継

#### 総合学科
- 大阪府立八尾北高等学校

#### 専門高校
- 大阪府立港南造形高等学校 - 総合造形科

### 2004年度

#### 普通科総合選択制
- 大阪府立大正高等学校
- 大阪府立枚方なぎさ高等学校 - 枚方地域新高校。大阪府立枚方西高等学校と大阪府立磯島高等学校を統合
- 大阪府立かわち野高等学校 - 東大阪地域新高校。大阪府立加納高等学校と大阪府立盾津高等学校を統合
- 大阪府立金剛高等学校
- 大阪府立伯太高等学校

#### 全日制普通科単位制
- 大阪府立槻の木高等学校 - 高槻地域新高校。大阪府立高槻南高等学校と大阪府立島上高等学校を統合

#### 総合学科
- 大阪府立能勢高等学校
- 大阪府立貝塚高等学校

### 2005年度

#### 多部単位制
- 大阪府立箕面東高等学校
- 大阪府立桃谷高等学校
- 大阪府立成城高等学校 - 大阪府立成城工業高等学校
- 大阪府立東住吉総合高等学校 - 大阪府立東住吉工業高等学校
- 大阪府立和泉総合高等学校 - 大阪府立和泉工業高等学校

#### 専門高校
- 大阪府立茨木工科高等学校 - 大阪府立茨木工業高等学校
- 大阪府立西野田工科高等学校 - 大阪府立西野田工業高等学校
- 大阪府立淀川工科高等学校 - 大阪府立淀川工業高等学校
- 大阪府立今宮工科高等学校 - 大阪府立今宮工業高等学校
- 大阪府立城東工科高等学校 - 大阪府立城東工業高等学校
- 大阪府立布施工科高等学校 - 大阪府立布施工業高等学校
- 大阪府立藤井寺工科高等学校 - 大阪府立藤井寺工業高等学校
- 大阪府立堺工科高等学校 - 大阪府立堺工業高等学校
- 大阪府立佐野工科高等学校 - 大阪府立佐野工業高等学校
- 大阪府立千里高等学校 - 国際・科学高校
- 大阪府立住吉高等学校 - 国際・科学高校
- 大阪府立泉北高等学校 - 国際・科学高校

### 2006年度

#### 普通科総合選択制
- 大阪府立緑風冠高等学校 - 寝屋川・大東地域新高校。大阪府立南寝屋川高等学校と大阪府立大東高等学校を統合

### 2007年度

#### 普通科総合選択制
- 大阪府立北摂つばさ高等学校 - 茨木・摂津地域新高校。大阪府立茨木東高等学校と大阪府立鳥飼高等学校を統合

#### 総合学科
- 大阪府立千里青雲高等学校 - 豊中地域新高校。大阪府立東豊中高等学校と大阪府立少路高等学校を統合

### 2008年度

#### 普通科総合選択制
- 大阪府立北かわち皐が丘高等学校 - 寝屋川・四條畷地域新高校。大阪府立東寝屋川高等学校と大阪府立四條畷北高等学校を統合
- 大阪府立みどり清朋高等学校 - 東大阪・八尾地域新高校。大阪府立池島高等学校と大阪府立清友高等学校を統合

#### 全日制普通科単位制
- 大阪府立鳳高等学校 - 鳳地域新高校

### 2009年度

#### 普通科総合選択制
- 大阪府立東淀川高等学校
- 大阪府立懐風館高等学校 - 羽曳野地域新高校。大阪府立羽曳野高等学校と大阪府立西浦高等学校を統合
- 大阪府立りんくう翔南高等学校 - 泉南地域新高校。大阪府立泉南高等学校と大阪府立砂川高等学校を統合

#### 全日制普通科単位制
- 大阪府立市岡高等学校 - 市岡地域新高校